# 7th Symphony
7th Symphony é o sétimo álbum de estúdio da banda Apocalyptica, lançado em agosto de 2010. O álbum conta com 12 faixas (incluindo duas adicionais das edições limitadas), sendo oito instrumentais e quatro com participações de vocalistas convidados (o mesmo número de faixas cantadas do álbum anterior, Worlds Collide). O primeiro single do álbum, "End of Me", com Gavin Rossdale nos vocais, estreou na Radio Ylex da Finlândia em 7 de junho de 2010, e foi tocada de novo a 28 de junho., e sua data de lançamento será 6 de agosto na Alemanha.
A faixa "Bring Them to Light" foi originalmente escrita para o Worlds Collide, mas ambos Apocalyptica e Joe Duplantier (vocalista que participa da canção) ficaram insatisfeitos com o resultado e decidiram regravá-la para o próximo trabalho do grupo.
O álbum está em pré-venda no site da banda em duas versões. Um original, com 10 faixas, e uma limitada, com 12 (sendo "Through Paris in a Sportscar" e "The Shadow of Venus" as faixas extras). A edição limitada também vem com um DVD bônus com gravações acústicas de uma sessão em 4 de junho de 2010.

## Faixas
1. "At the Gates of Manala" (Nos Portões de Manala) - 7:03
2. "End of Me" (com Gavin Rossdale do Bush) (Fim de Mim) - 3:29
3. "Not Strong Enough" (com Brent Smith do Shinedown) (Não Sou Forte o Bastante) - 3:36
4. "2010" (com Dave Lombardo do Slayer) - 4:32
5. "Through Paris in a Sportscar" (Por Paris num Carro Esporte) - 3:52
6. "Beautiful" (Belo) - 2:19
7. "Broken Pieces" (com Lacey Sturm do Flyleaf) (Peças Quebradas) - 3:55
8. "On the Rooftop With Quasimodo" (No Telhado com Quasimodo) - 5:00
9. "Bring Them to Light" (com Joe Duplantier do Gojira) (Traga-os para a Luz) - 4:42
10. "Sacra" - 4:22
11. "Rage of Poseidon" (Raiva de Poseidon) - 8:49
12. "The Shadow of Venus" (A Sombra de Vênus) - 6:06

| Críticas profissionais | Críticas profissionais |
| Avaliações da crítica  | Avaliações da crítica  |
| Fonte                  | Avaliação              |
| ---------------------- | ---------------------- |
| allmusic               | [ 4 ]                  |
| Rock Sound             | [ 5 ]                  |
| Type 3 Media           | [ 6 ]                  |